# 교와촌 (가나가와현)
교와촌(일본어: 共和村)은 일본 가나가와현 아시가라카미군에 존재했던 촌이다. 현재의 야마키타정 중부에 해당한다.

## 역사
- 1889년 4월 1일 - 정촌제 시행에 의해 아시가라카미군 교와촌이 성립하였다.
- 1955년 4월 1일 - 야마키타정, 미호촌, 시미즈촌과 합병해, 새로운 야마키타정이 성립하여, 동일 교와촌은 폐지되었다.

## 교통

### 철도
일본국유철도 (현 도카이 여객철도)가 촌 지역을 지나고 있지만 역은 존재하지 않았다.

## 참고 문헌
- 角川日本地名大辞典編纂委員会,『角川日本地名大辞典 神奈川県』1984, 角川書店